# Sironidae
Sironidae (лат.) — семейство паукообразных из подотряда Cyphophthalmi отряда сенокосцев (Opiliones). Включает около 30 видов.

## Распространение
Голарктика. Северная Америка (8 видов).
Западная и Южная Европа (большинство видов), Ближний Восток (1 вид), Япония (1 вид).

## Описание
Мелкие сенокосцы с короткими ногами, похожие на клещей. Имеют длину тела от 1 до 2,5 мм. Окрашены разнообразно: жёлтые, оранжевые, красные или черные. Известны в ископаемом состоянии: † Siro platypedibus Dunlop & Giribet, 2003 (Саксонский янтарь; третичный период, Биттерфельд, Германия).

## Виды
- Cyphophthalmus (главным образом Балканы)
  - Cyphophtalmus duricorius Joseph, 1868 (Австрия, Хорватия, Словения, Босния и Герцеговина, Италия)
    - Cyphophtalmus duricorius bithynicus (Gruber, 1973) (Турция)
    - Cyphophtalmus duricorius bolei (Hadzi, 1973) (Черногория)
    - Cyphophtalmus duricorius corfuanus (Kratochvil, 1937) (Греция: Корфу)
    - Cyphophtalmus duricorius yalovensis (Gruber, 1973) (Турция)

  - Cyphophtalmus eratoae Juberthie, 1968 (Греция)
  - Cyphophthalmus ere Karaman, 2007 (Сербия)
  - Cyphophthalmus gjorgjevici (Hadzi, 1933) (Македония)
  - Cyphophthalmus klisurae (Hadzi, 1973) (Сербия)
  - Cyphophthalmus markoi Karaman, 2007 (Македония)
  - Cyphophthalmus minutus Kratochvil, 1937 (Хорватия)
  - Cyphophthalmus montenegrinus Hadzi, 1973 (Черногория)
  - Cyphophthalmus noctiphilus Kratochvil, 1940 (Хорватия)
  - Cyphophthalmus nonveilleri Karaman, 2007 (Сербия)
  - Cyphophthalmus ohridanus Hadzi, 1973 (Македония)
  - Cyphophthalmus serbicus Hadzi, 1973 (Сербия)
  - Cyphophthalmus silhavyi Kratochvil, 1937 (Хорватия)
  - Cyphophthalmus teyrovskyi Kratochvil, 1937 (Хорватия)
- Iberosiro (Португалия)
  - Iberosiro distylos de Bivort, 2004
- Odontosiro Juberthie, 1961 (Португалия, Испания)
  - Odontosiro lusitanicus Juberthie, 1961
- Paramiopsalis Juberthie, 1962 (Португалия, Испания)
  - Paramiopsalis ramulosus Juberthie, 1962
- Parasiro Hansen & Sorensen, 1904
  - Parasiro coiffaiti Juberthie, 1956 (Испания, Франция)
  - Parasiro corsicus (Simon, 1872) (Корсика)
  - Parasiro minor Juberthie, 1958 (Италия, Корсика)
- Siro Latreille, 1796 (западная Европа, Северная Америка)
  - Siro acaroides (Ewing, 1923) (запад США: Вашингтон, Орегон, Калифорния)
  - Siro beschkovi Mitov, 1994 (Болгария)
  - Siro boyerae Giribet & Shear  (Вашингтон, Орегон)
  - Siro calaveras Giribet & Shear  (Калифорния)
  - Siro carpaticus Rafalski, 1956 (Польша, Словакия)
  - Siro crassus Novak & Giribet, 2006 (Словения)[4]
  - Siro exilis Hoffman, 1963 (восток США: Вирджиния, Западная Вирджиния, Мэриленд)
  - Siro kamiakensis (Newell, 1943) (Вашингтон, Айдахо)
  - † Siro platypedibus Dunlop & Giribet, 2003 (третичный период, Биттерфельд, Германия)
  - Siro rubens Latreille, 1804 (Франция)
  - Siro shasta Giribet & Shear  (Калифорния)
  - Siro sonoma Shear, 1980 (Калифорния)
  - Siro valleorum Chemini, 1990 (Италия)
- Suzukielus Juberthie, 1970 (Япония)
  - Suzukielus sauteri (Roewer, 1916)
- Tranteeva (Болгария)
  - Tranteeva paradoxa Kratochvil, 1958

Следующий род ранее включался в семейство Sironidae:
- Marwe Shear, 1985 (Кения)
  - Marwe coarctata Shear, 1985